# 9135 Лакайль
9135 Лакайль (9135 Lacaille) — астероїд головного поясу, відкритий 17 жовтня 1960 року.

## Позначення та назва
Спочатку астероїд позначався як 7609 P-L. Пізніше був названий на честь французького астронома Ніколя Луї де Лакайля (1713-1762).

## Орбітальні характеристики
Астероїд Лакайль знаходиться на середній відстані від Сонця у 2,3101 а. о. і може наближатися до 2,0059 а. о. та віддалятися до 2,6143 а. о. Він має ексцентриситет 0,1316 і нахил орбіти 6,4591° градусів. Один оберт навколо Сонця, Лакайль робить за 1282 дні. Тіссеранів параметр щодо Юпітера — 3,565.